# گورستان پیرمحمد
قبرستان پیرمحمد مربوط به سده‌های میانی دوران پس از اسلام است و در شهرستان مشگین‌شهر، بخش مشکین شرقی، دهستان نقدی، روستای ارباب کندی واقع شده و این اثر در تاریخ ۱۲ دی ۱۳۸۶ با شمارهٔ ثبت ۲۰۴۹۶ به‌عنوان یکی از آثار ملی ایران به ثبت رسیده است.